# Haliophyle
Haliophyle là một chi bướm đêm thuộc họ Noctuidae.

## Các loài
- Haliophyle anthracias (Meyrick, 1899)
- Haliophyle compsias (Meyrick, 1899)
- Haliophyle connexa (Warren, 1912)
- Haliophyle euclidias (Meyrick, 1899)
- Haliophyle ferruginea (Swezey, 1932)
- Haliophyle flavistigma (Warren, 1912)
- Haliophyle ignita (Warren, 1912)
- Haliophyle niphadopa (Meyrick, 1899)